# Plutos Party
Plutos Party (Originaltitel: Pluto's Party) ist ein US-amerikanischer Zeichentrickfilm der Disney-Studios aus dem Jahr 1952.

## Inhalt
Pluto hat Geburtstag. Zu diesem Anlass hat Micky verschiedene Kinder eingeladen. Bevor Pluto jedoch diese empfangen kann, muss er ein Bad nehmen.
Pluto versucht vor und während der Feier heimlich ein Stück vom Geburtstagskuchen abzubeissen. Und kurz nachdem Micky den Kuchen in gleich große Teile geschnitten hat, machen sich alle Kinder an diese heran, bis dass nichts mehr auf dem Tablett übrig bleibt. Pluto ist enttäuscht und fängt an zu weinen. Doch überraschenderweise hat Micky das letzte Stück für ihn aufgehoben.